# بيتر ألدريتش
بيتر ألدريتش (بالإنجليزية: Pieter Aldrich)‏ مواليد 7 سبتمبر 1965 في جوهانسبرغ، هو لاعب كرة مضرب جنوب أفريقي بدأ مسيرته كمحترف سنة 1987 يلعب باليد اليمنى. هو أحد أبطال الجراند سلام. أعلى تصنيف له في الفردي كان المركز الـ 64 في سنة 1988.

## الخط الزمني للزوجي
مفتاح
| ف | ن | ن.ن | ر.ن | د# | د.م | ل | أ.أ | ت | غ | ب | ف | ذ | م.خ | ل.ت |

(ف) فاز بالبطولة (ن) وصل النهائي (ن.ن) نصف النهائي (ر.ن) ربع النهائي (د#) الأدوار الأربعة الأولى (د.م) دور المجموعات (ل) شارك في كأس ديفيز (أ.أ) خرج من الأدوار الاولى (ت) خسر التصفيات التأهيلية (غ) غاب عن الحدث أو البطولة (ب) حصل على ميدالية برونزية (ف) حصل على ميدالية فضية (ذ) حصل على ميدالية ذهبية (م.خ) بطولة الماسترز خُفضت إلى مرتبة أقل (ل.ت) البطولة لم تعقد في السنة المعينة.
لتجنب الارتباك وازدواجية الحساب، يتم تحديث هذه المعلومات إما في نهاية البطولة، أو عندما تكون مشاركة اللاعب في البطولة قد انتهت.
| الدورة                        | 1985  | 1986  | 1987  | 1988  | 1989  | 1990  | 1991  | 1992  | م.ف للمسيرة | إجمالي الفوز/الخسارة |
| ----------------------------- | ----- | ----- | ----- | ----- | ----- | ----- | ----- | ----- | ----------- | -------------------- |
| الجراند سلام                  |       |       |       |       |       |       |       |       |             |                      |
| بطولة أستراليا المفتوحة للتنس | غ     | ل.ت   | غ     | غ     | د3    | ف     | د1    | د3    | 1 / 4       | 10–2                 |
| دورة رولان غاروس الدولية      | غ     | غ     | غ     | د1    | غ     | ر.ن   | غ     | د2    | 0 / 3       | 4–3                  |
| بطولة ويمبلدون                | غ     | غ     | د3    | ر.ن   | ر.ن   | F     | غ     | د1    | 0 / 5       | 13–5                 |
| بطولة أمريكا المفتوحة للتنس   | غ     | غ     | د1    | د1    | د3    | ف     | غ     | غ     | 1 / 4       | 6–3                  |
| معدل الجراند سلام             | 0 / 0 | 0 / 0 | 0 / 2 | 0 / 3 | 0 / 3 | 2 / 4 | 0 / 1 | 0 / 3 | 2 / 16      | بلا                  |
| ف/خ سنوية                     | 0–0   | 0–0   | 2–2   | 3–3   | 6–2   | 19–2  | 0–1   | 3–3   | بلا         | 33–13                |
| تصنيف نهاية العام             | 793   | 406   | 141   | 16    | 12    | 1     | 278   | 73    | بلا         | بلا                  |

## روابط خارجية
- بيتر ألدريتش على موقع رابطة محترفي التنس (الإنجليزية)
- بيتر ألدريتش على موقع الاتحاد الدولي لكرة المضرب (الإنجليزية)
- بيتر ألدريتش على موقع خلاصة التنس.كوم (الإنجليزية)